# Municipio Alto Beni
Das Municipio Alto Beni liegt im Departamento La Paz im südamerikanischen Anden-Staat Bolivien. Per Gesetz 4131 vom 23. Dezember 2009 wurde das vorherige Municipio Caranavi in das südlich liegende Municipio Caranavi und das nördlich liegende Municipio Alto Beni geteilt.

## Lage im Nahraum
Das Municipio Alto Beni ist seit 2009 einer von zwei Municipios der Provinz Caranavi und liegt südwestlich des Oberlaufs des Río Beni. Das Municipio umfasst 160 Ortschaften, von denen zehn als städtische Gemeinden (poblaciones urbanas) zählen, der zentrale Ort des Municipios Alto Beni ist Caserío Nueve mit 336 Einwohnern (Volkszählung 2012), die größte Ortschaft ist San Antonio de Eduardo Avaroa mit 704 Einwohnern.
Das Municipio Alto Beni grenzt im Norden an das Municipio Teoponte in der Provinz Larecaja, im Süden an das Municipio Caranavi, im Osten an das Municipio Palos Blancos und das Municipio La Asunta in der Provinz Sud Yungas und im Westen ebenfalls an die Municipios Caranavi und Teoponte.

## Geographie
Das Municipio Alto Beni liegt am Ostrand der bolivianischen "Königskordillere" (Cordillera Real) im Übergangsbereich zwischen dem andinen Altiplano und dem bolivianischen Tiefland. Das Klima ist ein typisches Tageszeitenklima, bei dem die Temperaturschwankungen im Tagesverlauf deutlicher ausfallen als im Jahresverlauf.
Die Jahresdurchschnittstemperatur liegt bei 25,5 °C und schwankt im Jahresverlauf nur unwesentlich zwischen 23 °C im Juni/Juli und 27 °C im November/Dezember. Der Jahresniederschlag erreicht eine Höhe von fast 1500 mm, und bis auf eine kurze Trockenzeit im Juni/Juli ist das Klima ganzjährig feucht mit Monatsniederschlägen von über 200 mm von Dezember bis Februar.

## Bevölkerung
Die Einwohnerzahl der Provinz Caranavi ist zwischen 1992 und 2024 um fast zwei Drittel angestiegen, die Einwohnerzahl im neu gegründeten Municipio Alto Beni betrug 10.852 Einwohner bei der Volkszählung 2012 und 10.499 bei der Volkszählung 2024:
| Jahr | Einwohner | Quelle       |
| ---- | --------- | ------------ |
| 1992 | 43.093    | Volkszählung |
| 2001 | 51.153    | Volkszählung |
| 2012 | 59.365    | Volkszählung |
| 2024 | 69.533    | Volkszählung |

## Politik
Ergebnis der Regionalwahlen (concejales del municipio) vom 4. April 2010:
| Wahl- berechtigte |  | Wahl- beteiligung | gültige Stimmen |  | MAS-IPSP | UN     |
| ----------------- |  | ----------------- | --------------- |  | -------- | ------ |
| 4.678             |  | 4.012             | 3.019           |  | 1.604    | 1.415  |
|                   |  | 85,8 %            | 75,2 %          |  | 53,1 %   | 46,9 % |

Ergebnis der Regionalwahlen (elecciones de autoridades políticas) vom 7. März 2021:
| Wahl- berechtigte |  | Wahl- beteiligung | gültige Stimmen |  | MAS-IPSP | J.A.LLALLA.L.P. | PBCSP  | SOL.BO | MTS    | PAN-BOL | MPS    |
| ----------------- |  | ----------------- | --------------- |  | -------- | --------------- | ------ | ------ | ------ | ------- | ------ |
| 5.168             |  | 4.561             | 4.073           |  | 2.404    | 1.187           | 105    | 94     | 57     | 49      | 48     |
|                   |  | 88,25 %           | 89,30 %         |  | 59,02 %  | 29,14 %         | 2,58 % | 2,31 % | 1,40 % | 1,20 %  | 1,18 % |

## Ortschaften im Municipio Alto Beni
- San Antonio de Eduardo Avaroa 884 Einw. – Sararia 400 Einw. – Puerto Carmen 373 Einw. – Villa El Porvenir 364 Einw. – Caserío Nueve 336 Einw. – Villa Litoral 238 Einw. – Bella Vista 217 Einw. – Villa Piquendo 169 Einw. – Nueva Collasuyo 160 Einw. – Santa Rosa 107 Einw.